# Aeroporto de Taiyuan Wusu
O Aeroporto Taiyuan Wusu (太原武宿机场) é um aeroporto em Taiyuan, Shanxi, República Popular da China.  É o maior aeroporto na província de Shanxi e está localizado a cerca de 15 quilômetros do centro de Taiyuan. 
Construído em 1939, ele evoluiu para um dos mais movimentados e mais importantes aeroportos da Província de Shanxi, com conexões para a maioria das principais cidades da China. Desde março de 2006, o aeroporto iniciou uma fase de expansão com um novo Terminal, que custou 1,57 bilhão de Yuan, e é tem capacidade para 6 milhões de passageiros por ano. A construção foi concluída no final de 2007. Durante os Jogos Olímpicos de Verão de 2008, ele serviu como um aeroporto suplementar ao Aeroporto Internacional de Pequim.

## Linhas Aéreas e Destinos

### Destinos domésticos
| Companhias                                       | Destinos |  |
| ------------------------------------------------ | --- |  |
| Air China                                        | Beijing-Capital, Chengdu |  |
| China Eastern Airlines                           | Baotou, Beijing-Capital, Changsha, Chengdu, Chongqing, Guangzhou, Hangzhou, Hong Kong, Nanjing, Qingdao, Shanghai-Hongqiao, Wuhan |  |
| China Southern Airlines                          | Beijing-Capital, Changsha, Chongqing, Dalian, Guangzhou, Ordos, Sanya, Shenyang, Urumqi, Wuhan, Xi'an                             |  |
| Grand China Express operado pela Hainan Airlines | Hangzhou, Hefei, Jinan, Tianjin, Xi'an, Yinchuan, Yuncheng, Zhengzhou                                                             |  |
| Hainan Airlines                                  | Beijing-Capital, Changsha, Dalian, Guangzhou, Guilin, Hangzhou, Harbin, Nanjing, Shanghai-Hongqiao, Shenzhen, Xi'an               |  |
| Juneyao Airlines                                 | Shanghai-Hongqiao |  |
| Lucky Air                                        | Kunming |  |
| Okay Airlines                                    | Chongqing, Tianjin |  |
| Shandong Airlines                                | Lanzhou, Nanjing, Qingdao, Yinchuan                                                                                               |  |
| Shanghai Airlines                                | Shanghai-Hongqiao, Xuzhou |  |
| Shenzhen Airlines                                | Dalian, Nanjing, Shenzhen |  |
| Sichuan Airlines                                 | Chengdu |  |
| Xiamen Airlines                                  | Changsha, Hangzhou |  |